# 梅科
梅科，是西班牙马德里自治区的一个市镇。总面积35平方公里，总人口12554人（2011年），人口密度236人/平方公里。